# Helmut Schneller
Helmut Schneller, Pseudonym Hans Rascher, (* 27. August 1922 in Schwarzenberg; † 25. Juli 2010 in Berlin) war ein deutscher Kabarett-Autor.

## Leben
Der Sohn des KPD-Politikers Ernst Schneller und seiner Ehefrau Hilde wurde im Erzgebirge geboren. Er wurde zunächst Toningenieur und ging 1953 an das Kabarett „Die Distel“ nach Berlin. Dort war er bis 1990 tätig und entwickelte sich zu einem der wichtigsten Autoren dieses Kabaretts. An der Distel lernte er auch seine spätere Ehefrau Ellen Tiedtke kennen.
Schneller schrieb außerdem Texte für den Berliner Friedrichstadtpalast, die Konzert- und Gastspieldirektion der DDR, für den Rundfunk und das Fernsehen der DDR sowie für die Plattenfirma Amiga. Dabei kam er mehrfach mit der öffentlichen Zensur in Kontakt, durch die die Aufführung mehrerer seiner Texte verboten wurde.
Schneller starb am 25. Juli 2010 kurz vor seinem 88. Geburtstag in einem Berliner Krankenhaus.